# Ukhra
Ukhra é uma vila no distrito de Barddhaman, no estado indiano de Bengala Ocidental.

## Demografia
Segundo o censo de 2001, Ukhra tinha uma população de 19 868 habitantes. Os indivíduos do sexo masculino constituem 53% da população e os do sexo feminino 47%. Ukhra tem uma taxa de literacia de 69%, superior à média nacional de 59,5%: a literacia no sexo masculino é de 76% e no sexo feminino é de 61%. Em Ukhra, 11% da população está abaixo dos 6 anos de idade.